# География Южного Судана

Карта Южного Судана

Исторические регионы Южного Судана
Бахр-эль-Газаль
Экватория
Верхний Нил

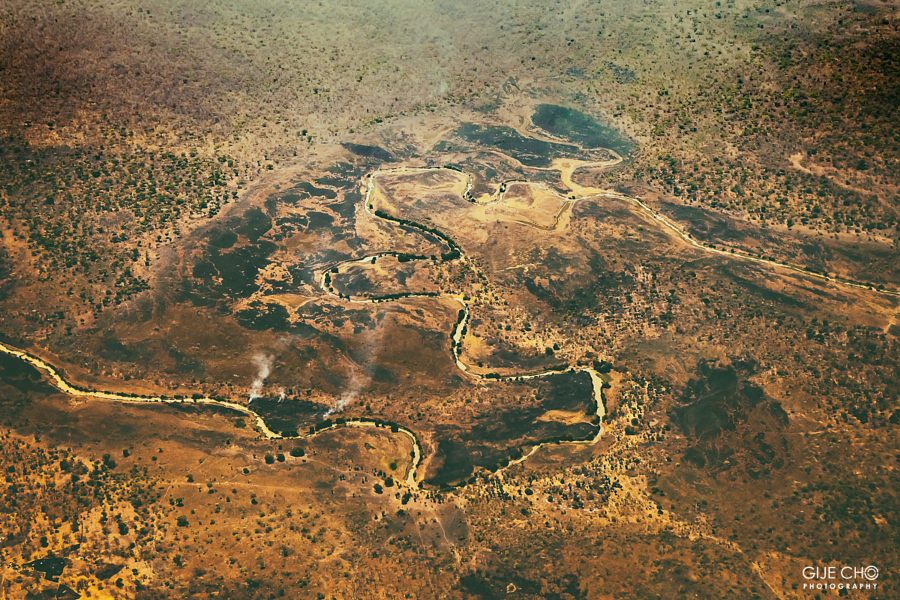
Панорама с высоты птичьего полета на один из районов Южного Судана

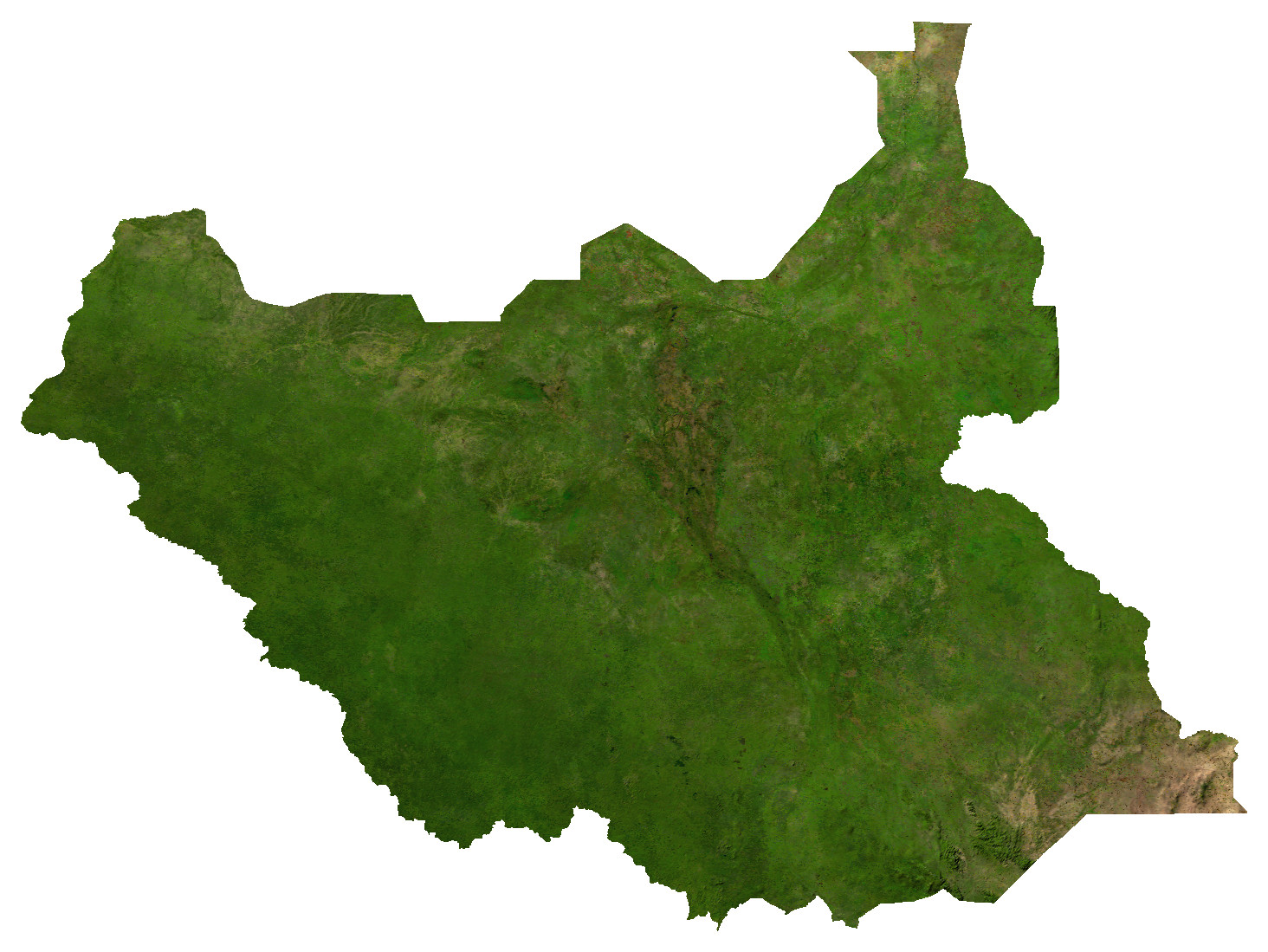
Спутниковый снимок Южного Судана

Южный Судан — государство в Африке со столицей в городе Джубе. Граничит с Эфиопией на востоке, Кенией, Угандой и ДРК на юге, ЦАР на западе и Республикой Судан на севере. Протяженность границ с Эфиопией — 883 км, Кенией — 232 км, Угандой — 435 км, Демократической Республикой Конго — 628 км, Центральноафриканской Республикой — 682 км, с Суданом — 1973 км. Площадь — 619 745 км².
Самая высокая точка страны — гора Киньети (Kinyeti) высотой 3187 м.
Большие площади в Южном Судане занимают болота.
В Южном Судане добывалось 85 % суданской нефти.
В стране выделяются исторические регионы Экватория, Бахр-эль-Газаль, Верхний Нил.

## Климат
В Южном Судане осадки выпадают большую часть года, и только 2 — 4 месяца практически не бывает дождей. Годовое количество осадков колеблется от 700 мм на севере до около 1400 мм на юго-западе. Основная часть дождей приходится на май — октябрь.

## Флора и фауна

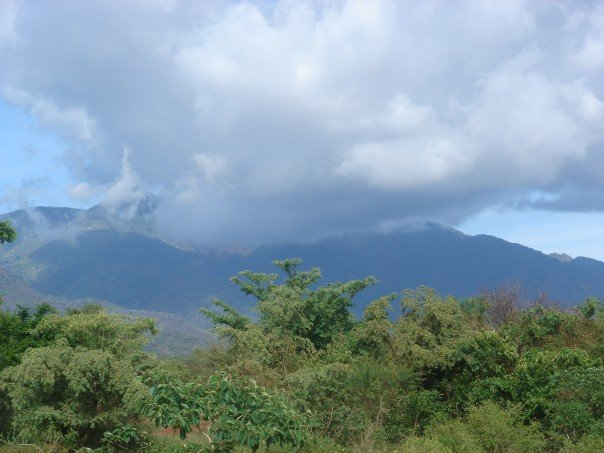
Гора Лотуки

Заповедные и охраняемые территории Южного Судана являются вторыми в мире по величине миграции диких животных. Исследования Всемирного фонда дикой природы показали, что Национальный парк Бома к западу от эфиопской границы, а также болотистые районы Суддa и Южного национального парка недалеко от границы с Конго являются уникальными природными образованиями для проживания крупных популяций конгони, африканской антилопы коб, топи, буйволов, слонов, жирафов, и львов.
В 2006 году президент автономной области Южный Судан заявил, что правительство страны сделает всё возможное, чтобы защитить и сохранить её флору и фауну, снизить последствия лесных пожаров, уменьшить сброс отходов и воспрепятствовать загрязнению вод.

### Флора
Весь Южный Судан покрыт лесами, которые делятся на две части. Это — муссонные (тропические) леса — на юге, и экваториальные — на крайнем юге, то есть муссонные (95 %), и экваториальные (5 %). По долинам рек растут галерейные леса. В галерейных лесах Южного Судана можно встретить красное дерево, один из видов тика, лиану-каучуконос ландольфию. Отроги Центральноафриканского плоскогорья и Эфиопского нагорья покрыты горными лесами.
Очень мало что известно о микрофлоре Южного Судана. Список был подготовлен С. Тарром (S.A.J. Tarr) и опубликован в 1955 году Содружеством микологического института (Кью, Суррей, Великобритания). В список из 383 видов и 175 родов были включены все наблюдавшиеся в то время в границах страны микроорганизмы. Многое из опубликованного остаётся актуальным для Южного Судана в настоящее время. Большинство зарегистрированных видов были связаны с болезнями сельскохозяйственных культур. Истинное число видов микрофлоры в Южном Судане, вероятно, значительно выше. В настоящее время ничего не известно о сохранености статусов микробиологических организмов в Южном Судане, хотя, как и животные и растения, они могли быть подвергнуты изменениям в результате изменения климата, загрязнения и других угроз.

### Фауна

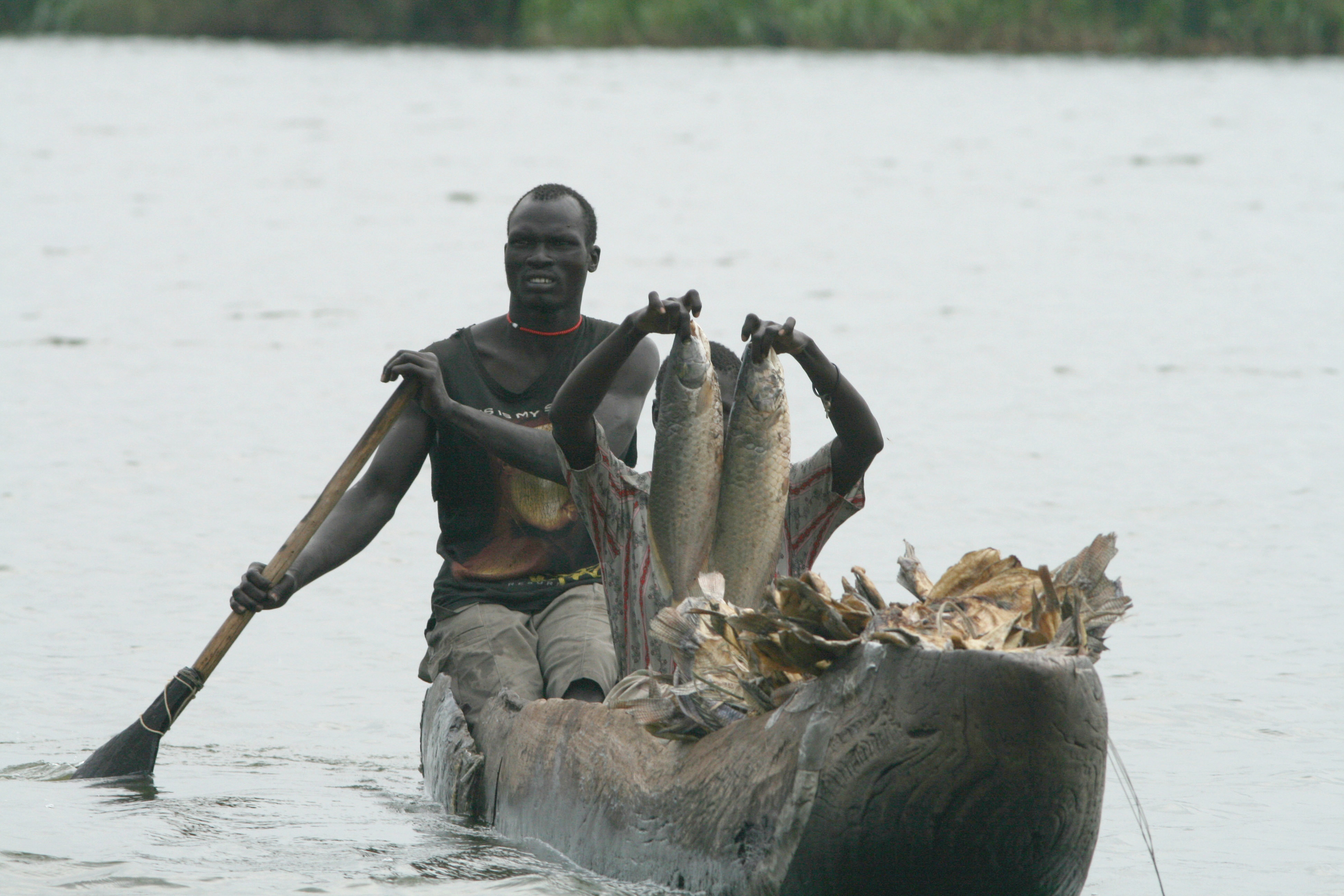
Рыболовство в районе Судда

Исследования популяции обитания диких животных в Южном Судане начались в 2005 году Обществом охраны дикой природы (WCS) в партнерстве с правительством полуавтономного Южного Судана и показали, что популяции диких животных хотя и уменьшились, но все ещё сохраняют свою значительность. Так огромная популяция в 1,3 миллиона голов антилоп на юго-востоке страны практически не претерпела изменений.
Места обитания диких животных в стране включают в себя луга, высокогорные плато и откосы, лесистые и травянистые саванны, поймы рек и болотистые места. Часть видов животных представляют собой эндемиков: белоухие кобы (Kobus kob leucotis) и суданские козлы (Kobus megaceros). На территории саванн живут слоны, жирафы, канны, западные канны, ориксы, львы, гиеновидные собаки, Кабо-Буффало и топи (местное название — тянь). В настоящее время мало что известно о белоухих кобах и топи, чьи великолепные миграций были легендарными до гражданской войны. Регион Бома-Джонглей (Boma-Jonglei) включает в себя Национальный парк Бома, широкие пастбища и поймы, Национальный парк Бандингило (Bandingilo), Судд и заповедник Зерав (Zeraf) чья территория охватывает обширные площади болот и сезонно затопляемых лугов.
По данным Всемирного фонда дикой природы, несколько экорегионов в Южном Судане нуждаются в международной защите: Восточно-Суданская саванна, Лесная саванна Северного Конго, Суддa, Сахель и Восточно-африканские горные леса.